# Bruno Delbonnel
Bruno Delbonnel (* 1957 Nancy) je francouzský kameraman. V roce 1978 vystudoval École supérieure d'études cinématographiques. V osmdesátých letech žil v New Yorku a pracoval jako asistent kameramana při výrobě reklam. První film jako hlavní kameraman natočil v roce 1993. Je známý díky dlouholeté spolupráci s režisérem Jean-Pierrem Jeunetem, jeho originální obrazový styl využili také Tim Burton, bratři Coenové, Joe Wright a Wes Anderson. V roce 2002 mu byla udělena Evropská filmová cena za film Amélie z Montmartru, v roce 2005 získal cenu César pro nejlepší kameru za film Příliš dlouhé zásnuby a v roce 2014 Satellite Award za film V nitru Llewyna Davise. Šestkrát byl nominován na Oscara za nejlepší kameru (2002, 2005, 2010, 2014, 2018 a 2022). Je členem American Society of Cinematographers. Působí jako pedagog na pařížské filmové škole La Fémis. Objevil se také jako herec ve filmu Francouzská depeše Liberty, Kansas Evening Sun.

## Filmografie
- 1993 Tout le monde n'a pas eu la chance d'avoir des parents communistes
- 1996 C'est jamais loin
- 2001 Lepší společnost
- 2001 Amélie z Montmartru
- 2003 Kontra
- 2004 Příliš dlouhé zásnuby
- 2006 Paříži, miluji Tě (epizoda Tuileries)
- 2006 Pochybná sláva
- 2007 Napříč vesmírem
- 2009 Harry Potter a Princ dvojí krve
- 2011 Faust
- 2012 Temné stíny
- 2013 V nitru Llewyna Davise
- 2014 Big Eyes
- 2015 Frankofonie
- 2016 Sirotčinec slečny Peregrinové pro podivné děti
- 2017 Nejtemnější hodina
- 2018 Balada o Busteru Scruggsovi
- 2021 Žena v okně